# ヨーテボリ大学
ヨーテボリ大学（スウェーデン語: Göteborgs universitet）は、スウェーデン第二の都市ヨーテボリにある総合大学である。1891年に創立され、スウェーデン国内にある大学の中では三番目に古い歴史を持つ。学生数は約54,000人で、北欧諸国で最も大きな大学の内の一つである。
各学科の入試倍率は、スウェーデンでは一番高く、国内で最も入学難易度の高い大学である。ヨーテボリはスカンディナヴィア半島最大の港湾都市であり、ボルボ等の国際的な製造業の会社が本社を構える都市でもあることから、同大学では革新的な学際的カリキュラムを重視しており、産官学の交流も盛んである。

## ランキング
2024年版の「世界で最も革新的な大学ランキング」において世界第58位。2024年版世界大学学術ランキングにて世界第101ー150位。2024年版QS世界大学ランキングにて世界第187位。2024年版US News & Word Report大学ランキングにて世界第160位。ヨーテボリ大学は、ウプサラ大学、ルンド大学、ストックホルム大学と並び、国際的な影響力のある大規模研究大学として、スウェーデン四大大学の一つと見なされている。

## 沿革
ヨーテボリ大学は、ヨーテボリ学校（Göteborgs högskola）として1891年に創立された。1907年、ウプサラ大学やルンド大学と同じ地位をスウェーデン政府から与えられ、スウェーデンで三番目に誕生した大学となった。その後、市内にある多くの高等教育機関と合併し、規模を継続して拡大していった。1954年に、スウェーデン政府から完全な大学としての権限を与えられたが、これはヨーテボリ医学校（Medicinhögskolan i Göteborg）との統合を受けてのことである。1971年、もともと別の学校であったヨーテボリ経済・商法大学がヨーテボリ大学の一部になった。サルグレンスカ大学病院はヨーテボリ大学と提携する教育病院である。1990年代に、経済学部と音楽・演劇・オペラ学部が市内中心部に移転した。2006年、教育学部のための新しいキャンパスがヨーテボリ中心部に開かれた。ヨーテボリ大学は都市型大学であり、キャンパスと施設のほとんどはヨーテボリ市の中心部に位置している。

## 組織構成

### 運営
ヨーテボリ大学はスウェーデンで最大の総合大学であり、8つの学部と50以上の学科を持つ。学部運営会議（Faculty Boards）の連合体として、各学部には大きな権限が移譲され、自律的な運営が行われている。
大学運営会議（University Board）がヨーテボリ大学における最高意思決定機関である。15人のメンバーから構成されており、その内の7人はスウェーデン政府が学外者から指名するが、その際は大学レベルでの教育・研究に関連する活動の経験がある人物が選ばれる。加えて、副学長1名、教員3名、学生3名、組合の代表者数名がメンバーに含まれるのが通例である。

### 学部

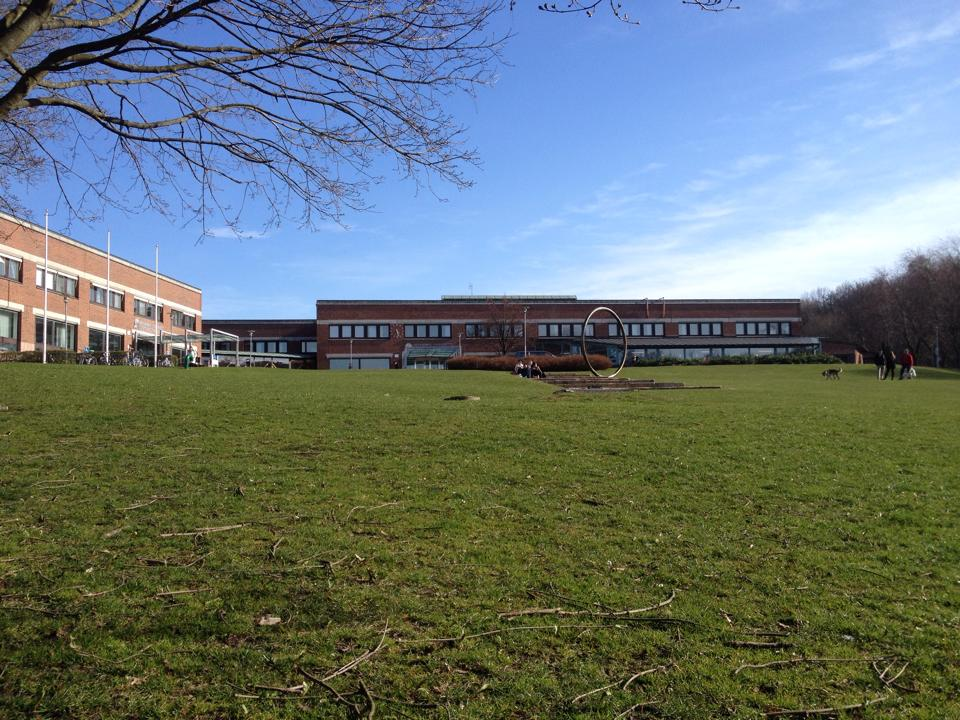
人文学部

8学部で扱う学問領域には、芸術、社会科学、自然科学、人文学、教育学、情報工学、ビジネス、経済学、法律学、医学があり、北欧諸国において最も多彩なカリキュラムを持つ大学の一つである。学部や専門の垣根を超えた学際性が、大学の研究・教育戦略として重視されている。ヨーテボリ大学は、同じくヨーテボリに位置し、北欧を代表する工科大学であるチャルマース工科大学と緊密な関係にある。北欧諸国の世界トップ級の大学では珍しく教育学部を備えている。
- ファインアート・応用美術・舞台芸術学部（The Faculty of Fine, Applied and Performing Arts）
デザイン、工芸、映像、写真、演劇、音楽、ファインアートのコースがある。ヨーテボリ・オルガン・アート・センター（Göteborg Organ Art Center）、HDK、舞台芸術・音楽学校（Högskolan för scen och musik）、ヴァランド・アカデミー（Valand Academy）はこの学部の一部となっている。

- 教育学部（The Faculty of Education）
様々な分野の教員養成を行っている。

- 学芸・人文学部（The Faculty of Arts and Humanities）
人文学領域の次のコースがある。カルチュラル・スタディーズ、歴史学、文学、思想史、宗教学、外国語、哲学、言語学、科学論、スウェーデン語・文学。

- IT学部（The IT Faculty）
応用情報技術、計算機科学、工学のコースがある。

- 理学部（The Faculty of Science）
自然科学領域の次のコースがある。植物学、細胞生物学、分子生物学、物理学、地球科学、化学、保全生態学、海洋生態学、数学、環境科学、動物学。

- サルグレンスカ・アカデミー（The Sahlgrenska Academy）
ヨーテボリ大学の一部で、医学部とその附属病院として機能している。

- ビジネス・経済・法学部（The School of Business, Economics and Law）
ビジネススクールとロースクールである。

- 社会科学部（The Faculty of Social Sciences）
次のコースがある。平和学、開発学、行政学、ジャーナリズム、心理学、社会人類学、ソーシャルワーク、社会学、政治学、ヨーロッパ研究。

## 主な出身者と教員
- アービド・カールソン - 薬理学者（ノーベル生理学・医学賞受賞）
- ヤン・エリアソン - 元国連副事務総長、元スウェーデン王国外務大臣
- ニック・ボストロム - 哲学者（トランスヒューマニズムの先駆者）
- ヤン・リンデ - 歯科医師（歯周病学における世界的権威）
- エリ・ヘクシャー - 経済学者（ヘクシャー＝オリーンの定理で有名）
- ペル・イングヴァール・ブローネマルク - 医学者（デンタルインプラントの先駆者）
- ベルンハルド・カールグレン - 言語学者、中国学者
- エルンスト・カッシーラー - 哲学者、思想史家
- レジナルド・ゴリッジ - 地理学者
- エイドリアン・アーランドソン - ドラマー
- ヨナス・ヨナソン - 小説家『窓から逃げた100歳老人』
- ウリカ・モデール - 国連開発計画（UNDP）総裁補、元スウェーデン王国国務大臣
- アダム・ヨハンソン - 元スウェーデン代表サッカー選手
- カミラ・レックバリ - 推理小説家